# Букови-Ляс
Букови-Ляс (пол. Bukowy Las) — село в Польщі, у гміні Доміново Сьредського повіту Великопольського воєводства.
У 1975-1998 роках село належало до Познанського воєводства.